# 국립미술관 (멕시코)

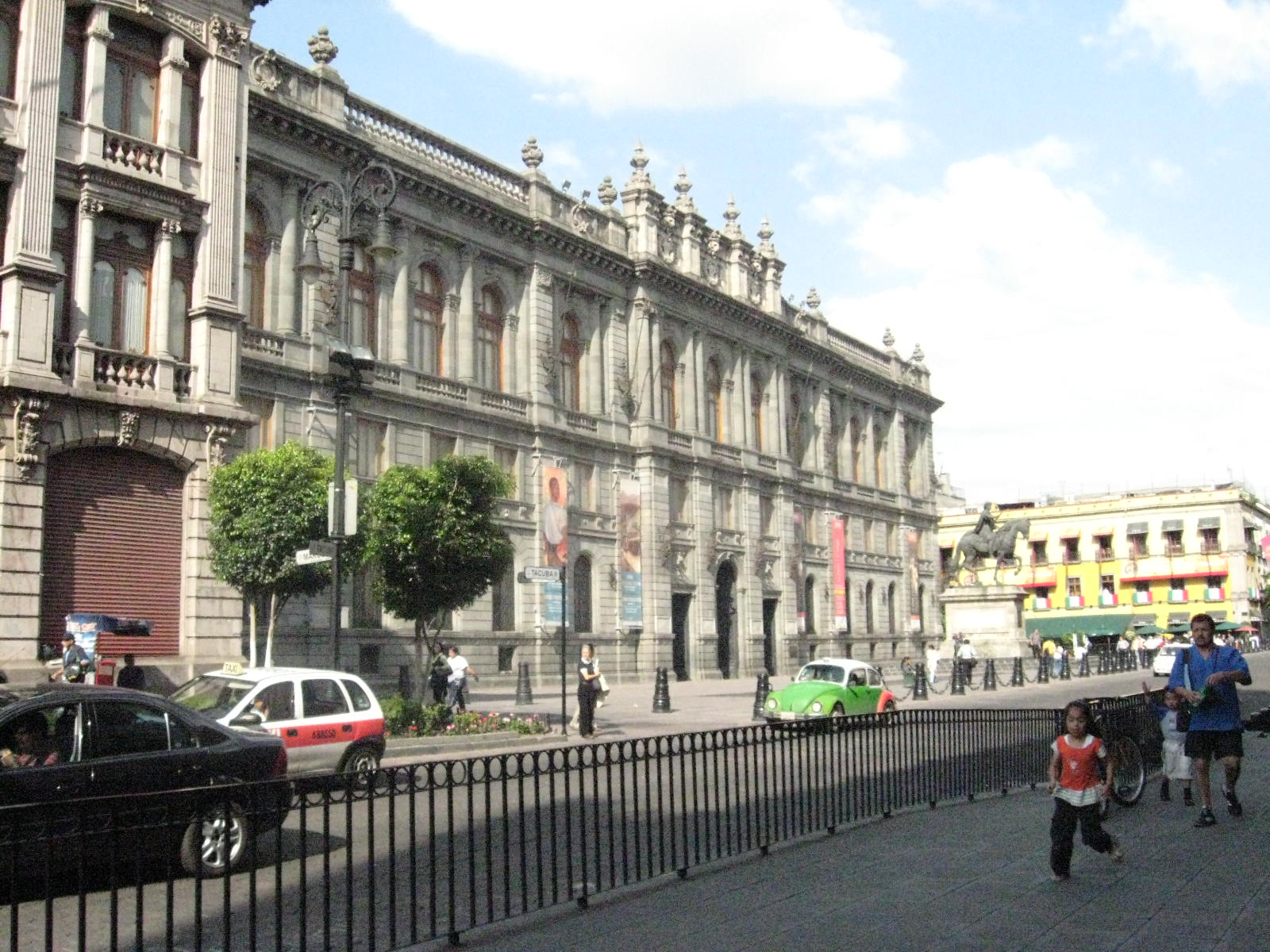
국립미술관

국립미술관(스페인어: Museo Nacional de Arte)은 멕시코 멕시코시티에 위치한 미술관이다.